# ویپژ (استان سیلسیان)
ویپژ (استان سیلسیان) (به لهستانی: Wieprz) یک روستا در لهستان است که در گمینا راجخوو-ویپژ واقع شده‌است. ویپژ ۳٬۵۳۵ نفر جمعیت دارد.